# 萨洛夫雷
萨洛夫雷，是西班牙卡斯蒂利亚-拉曼恰自治区阿尔瓦塞特省的一个市镇。 总面积50km², 总人口574人（2001年），人口密度11人/km²。